# Michael Schmittroth
Michael Ludwig Schmittroth (Hammelburg-Gauaschach, 14 februari 1834 – München, 21 juni 1905) was een Duits componist, dirigent en klarinettist.

## Levensloop
Schmittroth werd op 17-jarige leeftijd lid van het Militaire muziekkorps van het 2e Koninklijk Beierse Artillerie-Regiment te Würzburg. Bij het militair studeerde hij ook klarinet. In 1857 werd hij lid van het orkest van het theater in Würzburg. In 1860 werd hij dirigent en Musikmeister van het Infanterie-Leibregiment te München.  Daarnaast was hij sinds 1863 klarinettist in het orkest van het Beierse Nationaltheater te München. In 1874 ging hij met pensioen. 
Als componist en arrangeur werd Schmittroth onder andere ook van Richard Wagner gewaardeerd. Bekend is nu nog zijn symfonisch gedicht Erinnerungen an Orleans, voor harmonieorkest.

## Publicaties
- Hanns-Helmut Schnebel: Michael Schmittroth, Militärmusiker, Dirigent und Komponist, Arbeitskreises Militärmusik" in der Deutschen Gesellschaft für Heereskunde, in:  Mitteilungsblatt, 8. Jahrgang Nr. 26 - Mai 1985, pp. 5-7
- Hanns-Helmut Schnebel, Michael Ludwig Schmittroth, Militärmusiker und Komponist (1834-1905), in: Mainfränkisches Jahrbuch, Jahrgang 41, 1989, S. 200
- F. Illing: Geschichte des Infanterie-Leibregiments, München, 1892

- Gemeinsame Normdatei: 129945285
- International Standard Name Identifier: 0000 0000 2584 3590
- Virtual International Authority File: 1105271
- WorldCat: E39PBJd3PgmFwMkGB4FjGX6VG3